# Amerikai mesterlövész
Az Amerikai mesterlövész (eredeti cím: American Sniper) 2014-ben bemutatott amerikai életrajzi, háborús film, amelyet Clint Eastwood rendezett és Jason Hall írt. A producerei Eastwood, Robert Lorenz, Andrew Lazar, Bradley Cooper és Peter Morgan. A főszerepben Bradley Cooper, Sienna Miller, Luke Grimes, Jake McDorman, Cory Hardrict, Kevin Lacz, Navid Negahban és Keir O'Donnell látható.
A világpremiere 2014. november 11-én volt az Amerikai Filmtársulat Fesztiválon, majd 2014. december 25-én az Amerikai Egyesült Államokban korlátozott kiadásban, 2015. január 16-án pedig széles körben is bemutatták, Magyarországon 2015. február 19-én mutatta be az InterCom Zrt..
A projekt általánosságban pozitív értékeléseket kapott a kritikusoktól, akik dicsérték Cooper alakítását és Eastwood rendezését, bár az iraki háború és Chris Kyle ábrázolása miatt némi vita alakult ki. Bevételi szempontból hatalmas sikert ért el, világszerte több mint 547 millió dolláros bevételt hozott, ezzel a 2014-es év legnagyobb bevételt hozó filmje lett az Egyesült Államokban (350 millió dollár), minden idők legnagyobb bevételt hozó háborús filmje lett, és Eastwood eddigi legnagyobb bevételt hozó filmje. A 87. Oscar-díjátadón az Amerikai mesterlövész hat jelölést kapott, köztük a legjobb film, a legjobb adaptált forgatókönyv és a legjobb színészi alakítás díját Cooper kapta, végül pedig egy díjat nyert a legjobb hangvágásért.
A film Kyle életét követi végig, aki az amerikai hadtörténelem leghalálosabb mesterlövésze lett 255 potenciálisan veszélyes célpont lelövésével az iraki háborúban tett négy túrája során, amelyek közül 160-at hivatalosan is megerősített a védelmi minisztérium. Miközben Kyle-t katonai sikereiért ünnepelték, a szolgálati útjai súlyos terhet róttak személyes és családi életére.

## Cselekmény
A történet középpontjában Chris Kyle, egy texasi férfi áll, aki az amerikai hadseregben a legtöbb mesterlövész találat rekordját állította fel. Kyle-t Irakba küldik azzal a feladattal, hogy megvédje katonatársait. Lövészete és pontossága számtalan életet ment meg a csatatéren, amiért a „Legenda” becenevet kapja, de hőstetteinek híre az ellenség soraiba is eljut...
Irakban Chris négy veszélyes küldetésben vesz részt, miközben felesége, Taya és két kisgyermekük otthon várja őt.
Az egyik út során Chris célja az, hogy mindenáron megvédje a tengerészgyalogosokat, akik egy „Mészáros” nevű terrorista felkutatására indulnak, hogy kiderítsék Arkawi (az Al-Kaida „hercege”) tartózkodási helyét. Az első út során az amerikai hadsereg házról házra házkutatást végez. Végül Chris hazatér feleségéhez, Tayához, és megszületik a fiuk.
A második úton Chris és a katonák olyan civileket találnak, akik ismerik a „Mészárost”, és nyomokkal segítik megtalálni őt. A „Mészáros” elfogására tett kísérlet után egy civil ad tippet Musztafának, az olimpiai bajnok mesterlövésznek. Aztán Chris visszatér a feleségéhez.
A harmadikban Christ és a katonákat Musztafa elfogja. Megölik az egyik katonát, és visszatérnek Amerikába a temetésére. Otthon a felesége könyörög neki, hogy hagyja ott a háborút, és ha elmegy, ne várjon rá többet. Chris megvigasztalja és megöleli.
A negyedik és egyben utolsó bevetése során Chris megtudja, hogy egyik csapattársa, akit Musztafa arcon lőtt, a műtét során meghalt. Chris csapatának újabb veszteséget okoz Musztafa a túrájuk során, és Chris rájön, hogy rossz irányba célzott. Csapattársai utasítása ellenére, hogy ne lőjenek, mert elárulhatják a helyzetét, Chris felfedezi Musztafa helyzetét, és a parancs ellenére Chris lő, és sikerül fejbe találnia Musztafát, aki több mint 2000 méterre volt tőle (Kyle egész pályafutásának legendás lövése). Chris és bajtársai az Al-Kaida csapatai csapdájába esnek, amelyben többen közülük egy amerikai helikopteres légicsapás során életüket vesztik. Chris, miután teljesítette küldetését, felhívja Tayát, és közli vele, hogy készen áll a hazatérésre. Neki és néhány emberének egy hatalmas homokvihar közepén sikerül elmenekülnie támadóik elől.
Az Egyesült Államokba visszatérve Kyle magába zárkózik a háborúban látottak miatt. Egy családi születésnapi partin Kyle majdnem megöl egy kutyát, aki a fiával játszik. Ezt felismerve Tayának köszönhetően Chris úgy dönt, hogy segítséget kér, és felkeres egy pszichológust, aki korábban háborús veteránokkal dolgozott. Kapcsolatba kerül több nyomorékkal, és Chris velük tölt időt a lőtéren és a csoportterápián. A lányával együtt a közeli istállóban lovakat néz, fiát pedig először viszi el vadászni, és a házassága Tayával egyre erősödik, mindketten boldogok.
2013. február 2-án, szombaton Chris Kyle-t és barátját, Chad Littlefieldet több lövéssel lelövi a poszttraumás stressz zavarban szenvedő Eddie Ray Routh tengerészgyalogos.
Chris és Chad azzal próbáltak segíteni Routhnak, hogy elvitték a lőtérre lőni, tudván, hogy ez terápiás tevékenység a veteránok számára. Aznap reggel Taya elbúcsúzik Christől, amikor Routh-tal találkozik a bejárati ajtaja előtt, nem tudva, hogy utoljára látja őt.

## Szereplők
(Zárójelben a magyar hangok feltüntetve)
- Bradley Cooper – Chris Kyle[6] (Rajkai Zoltán)
- Sienna Miller – Taya Kyle[7] (Gubás Gabi)
- Luke Grimes – Marc Lee[8]
- Jake McDorman – Ryan "Bejgli" Job[9] (Szatory Dávid)
- Cory Hardrict – "D" / Dandridge[10] (Szabó Máté)
- Kevin "Dauber" Lacz – Önmaga[11] (Varga Rókus)
- Navid Negahban – Sheikh Al-Obodi[12]
- Keir O’Donnell – Jeff Kyle (Csőre Gábor)
- Kyle Gallner – Goat-Winston[13] (Novkov Máté)
- Sam Jaeger – Martens százados[14]
- Sammy Sheik – Musztafa[15]
- Mido Hamada – „A hentes”[16]
- Eric Close – DIA ügynök[12]
- Eric Ladin – Mókus[12] (Jéger Zsombor)
- Ben Reed – Wayne Kyle (Debreczeny Csaba)
- Brian Hallisay – Gillespie százados (Seder Gábor)
- Tim Griffin – Gronski ezredes (Tóth Roland)
- Chance Kelly – Jones alezredes (Laklóth Aladár)
- Elise Robertson – Deby Kyle (Czifra Krisztina)
- Marnette Patterson – Sara (Kis-Kovács Luca)
- Cole Konis – Chris Kyle fiatalon
- Leonard Roberts – kiképző őrmester (Papp Dániel
- Luke Sunshine – Jeff Kyle fiatalon (Pál Dániel Máté)
- Max Charles – Colton Kyle[17] (Ács Balázs)
- Troy Vincent – lelkész (Beratin Gábor)
- Vincent Selhorst-Jones – Eddie Ray Routh

## Filmkészítés

### Fejlesztés

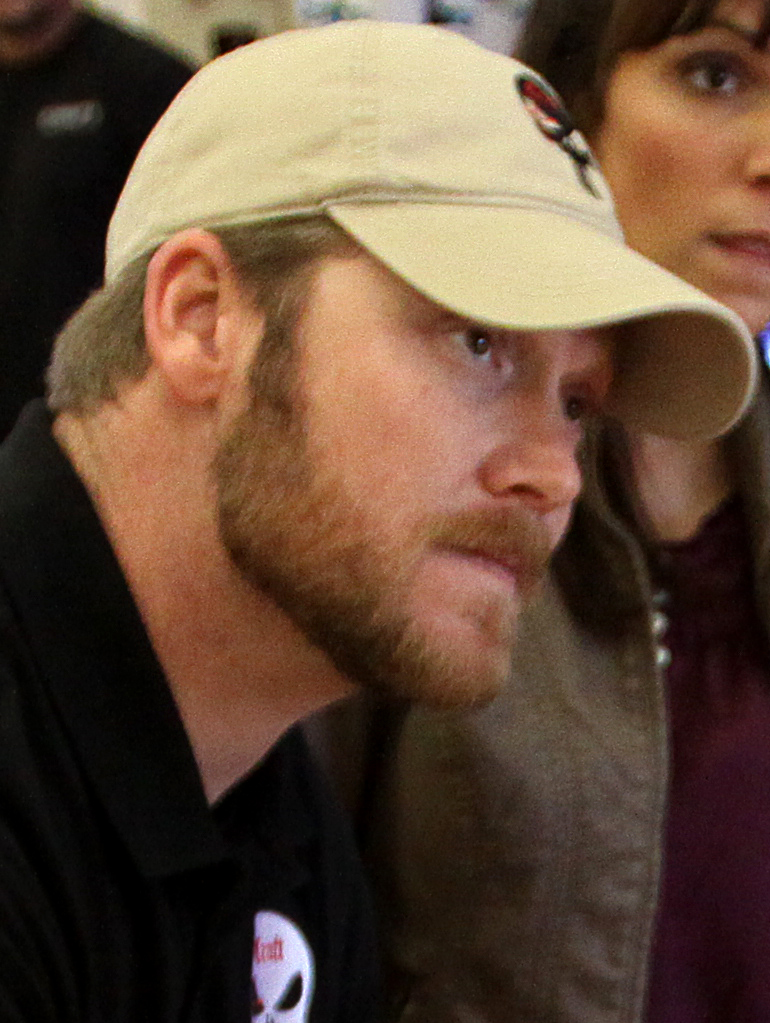
Chris Kyle 2012-ben

2012. május 24-én bejelentették, hogy a Warner Bros. (WB) megvásárolta a könyv jogait, Bradley Cooper lett a producer és a főszereplő a filmadaptációban. Cooper Chris Prattre gondolt Kyle szerepére, de a WB csak akkor egyezett bele, ha Cooper lesz a főszereplő. 2012 szeptemberében David O. Russell közölte, hogy érdeklődik a film rendezése iránt. 2013. február 2-án gyilkolták meg Chris Kyle-t. 2013. május 2-án bejelentették, hogy Steven Spielberg lesz a rendező. Spielberg olvasta Kyle könyvét, bár azt szerette volna, ha a forgatókönyvben több pszichológiai konfliktus lenne jelen, így egy "ellenséges mesterlövész" karakter szolgálhatott volna, mint lázadó mesterlövész, aki megpróbálta felkutatni és megölni Kyle-t. Spielberg ötletei hozzájárultak a 160 oldalhoz közelítő, hosszú forgatókönyv kidolgozásához. A WB költségvetési korlátai miatt Spielberg úgy érezte, hogy nem tudja vászonra vinni a történetről alkotott elképzelését. 2013. augusztus 5-én Spielberg kiszállt a rendezésből. 2013. augusztus 21-én bejelentették, hogy Clint Eastwood fogja rendezni a filmet.

### Szereplőválogatás
2014. március 14-én Sienna Miller csatlakozott a stábhoz. 2014. március 16-án Kyle Gallner és 2014. március 18-án Cory Hardrict is csatlakozott. 2014. március 20-án Navid Negahban, Eric Close, Eric Ladin, Rey Gallegos és Jake McDorman, valamint Luke Grimes és Sam Jaeger 2014. március 25-én csatlakozott a szereplők köreihez. Kevin Lacz, egy korábbi haditengerészeti kommandós, szintén szerepelt, és technikai tanácsadóként jelent meg. Egy másik volt haditengerészeti kommandós, Joel Lambert is csatlakozott a filmhez, aki egy Delta Force mesterlövészt alakított. Június 3-án Max Charles csatlakozott a szereplőgárdához, aki Kyle fiát, Colton Kyle-t alakította.

### Forgatás
A forgatás 2014. március 31-én kezdődött Los Angelesben; A filmet Marokkóban is forgatták. Április 23-án a Los Angeles Times arról számolt be, hogy Santa Clarita területén található Blue Cloud Movie Ranch-en tíz napos forgatás lesz egy afgán faluban. Május 7-én a film forgatása El Centro környékén zajlott; egy tejüzemet használtak az elhagyott datolyapálma gyárként, amelyet a film csúcspontján a felkelők minden irányból megközelítettek. A móló és a bár jeleneteket a kaliforniai Seal Beach-en forgatták.
Tom Stern operatőr Arri Alexa XT digitális kamerákkal és Panavision C-, E- és G-sorozatú anamorfikus objektívekkel forgatta a filmet. A film Eastwood második digitálisan forgatott filmje a Jersey Boys után.

### Médiakiadás
Az Amerikai mesterlövész 2015. május 19-én jelent meg Blu-ray és DVD formátumban.

## Fordítás
- Ez a szócikk részben vagy egészben  az   American Sniper (película) című spanyol Wikipédia-szócikk fordításán alapul.  Az eredeti cikk szerkesztőit annak laptörténete sorolja fel. Ez a jelzés csupán a megfogalmazás eredetét és a szerzői jogokat jelzi, nem szolgál a cikkben szereplő információk forrásmegjelöléseként.